# Tidimtoa
Tidimtoa est une localité située dans le département de Tougouri de la province du Namentenga dans la région Centre-Nord au Burkina Faso. 

## Géographie
Tidimtoa se situe 2,5 km au nord de Namtenga, à environ 25 km au sud-est de Tougouri, le chef-lieu du département, et à 60 km à l'est de Kaya.

## Éducation et santé
Le centre de soins le plus proche de Tidimtoa est le centre de santé et de promotion sociale (CSPS) de Namtenga tandis que le centre médical avec antenne chirurgicale (CMA) de la province se trouve à Boulsa.